# BTZブラックホール
BTZブラックホールとは、発見者であるマキシモ・バニャドス (Máximo Bañados)、クラウディオ・テイテルボイムとホルヘ・ザネッリ (Jorge Zanelli) の名前にちなむ、負の宇宙定数を持つ(2+1)-次元位相重力理論のブラックホール解である。

## 歴史
1992年、バニャドス、テイテルボイム、ザネッリはBTZブラックホールを発見した (Bañados, Teitelboim & Zanelli 1992)。当時、負の宇宙定数を持つ空間にブラックホールは存在しないと考えられており、かつBTZブラックホールが実際の宇宙に存在しうる3+1次元のブラックホールに極めて類似した性質を持つため、大きな驚きをもって迎えられた。
宇宙定数がゼロの場合、(2+1)-次元重力理論の真空解は必然的に平坦となり（ワイルテンソルは3次元の場合に消え、リッチテンソルはアインシュタイン方程式により消えるため、全リーマンテンソルが消える）、事象の地平線を持つブラックホール解が存在しないことが示されている。しかし、BTZブラックホールの負の宇宙定数により、現実のブラックホールを表す3+1次元のシュワルツシルト解およびカー解に対して、極めて類似する性質が得られる。

## 性質
通常の3+1次元のブラックホールと類似している性質を列挙する。
- ブラックホール脱毛定理が成立し、ADM質量、角運動量と電荷のみによって特徴づけられる。
- シュワルツシルト解やカー解のような通常のブラックホールと、同じ熱力学的な性質を持つ。例えば、BTZブラックホールのエントロピーは、3+1次元のベッケンシュタイン境界に非常に類似した法則[どれ?]に従う。この法則は要するに、表面積をBTZブラックホールの円周に置き換えた法則である。
- カー解と同様に、回転するBTZブラックホールは、エルゴ球のように内側の事象の地平線と外側の事象の地平線を持つ。

(2+1)-次元重力はニュートン極限を持たないため、BTZブラックホールは重力崩壊の最終状態でないと思われるかもしれない。しかしBTZブラックホールは、崩壊した物質から生成されることや、エネルギー運動量テンソルも3+1次元ブラックホールと同様に計算できることが示されている。
BTZブラックホール解は、(2+1)-次元量子重力理論の領域でよく議論されている。

## 電荷のない場合
電荷のない場合の計量は、
{\displaystyle ds^{2}=-{\frac {(r^{2}-r_{+}^{2})(r^{2}-r_{-}^{2})}{l^{2}r^{2}}}dt^{2}+{\frac {l^{2}r^{2}dr^{2}}{(r^{2}-r_{+}^{2})(r^{2}-r_{-}^{2})}}+r^{2}\left(d\phi -{\frac {r_{+}r_{-}}{lr^{2}}}dt\right)^{2}}
であり、ここで {\displaystyle r_{+},~r_{-}} はそれぞれブラックホールの外側と内側の半径、 {\displaystyle l} は AdS3 空間の半径である。ブラックホールの質量と角運動量は、
{\displaystyle M={\frac {r_{+}^{2}+r_{-}^{2}}{l^{2}}},\quad J={\frac {2r_{+}r_{-}}{l}}}
である。
電荷を持たないBTZブラックホールは、局所的には反ド・ジッター空間に同型である。より正確には、AdS3 の普遍被覆空間の軌道体に対応する。
回転するBTZブラックホールには、時間的閉曲線が生じる。